# Ikoitz Arrese
Ikoitz Arrese Otegi (Baracaldo, 15 de mayo de 1987) es un político español, diputado en el Parlamento Vasco por la coalición Euskal Herria Bildu desde las elecciones de 2020.

## Biografía
A raíz de un auto dictado por Fernando Grande-Marlaska, por entonces juez de la Audiencia Nacional, Arrese fue detenido el 22 de octubre de 2010, junto a otras cinco personas del entorno de la izquierda abertzale, por su pertenencia a Segi, organización juvenil continuadora de Haika y Jarrai e ilegalizada en 2002 por su vinculación con la banda terrorista Euskadi Ta Askatasuna (ETA). Años más tarde, denunciaría que sufrió torturas de parte del Cuerpo Nacional de Policía durante el tiempo que permaneció detenido.
Viene siendo secretario de Educación de Euskal Herria Bildu desde 2017. Concurrió en las listas de la coalición abertzale a las elecciones al Parlamento Vasco de 2020 y consiguió un escaño por la circunscripción electoral de Vizcaya. Ejerce de parlamentario desde el 3 de agosto de ese año. Ha sido, además, vicepresidente de la Comisión de Educación, vocal de la de Control de EiTB y de la de Cultura, Euskera y Deporte y representante del Parlamento ante el Consejo Social de la Universidad del País Vasco.